# Hedgpethius interstitialis
Hedgpethius interstitialis là một loài nhện biển trong họ Ammotheidae. Loài này thuộc chi Hedgpethius. Hedgpethius interstitialis được miêu tả khoa học năm 1989 bởi Stock.